# Adarrus taurus
Adarrus taurus är en insektsart som beskrevs av Ribaut 1952. Adarrus taurus ingår i släktet Adarrus och familjen dvärgstritar. Inga underarter finns listade i Catalogue of Life.